# God morgen
God morgen er en animationsfilm fra 1968 instrueret af Flemming Quist Møller efter eget manuskript.

## Handling
Collagepræget tegne- og trickfilm om manden, der vågner op til en verden, hvor alt klistrer.